# Джагика, Трифон
Трифон Ламе Джагика (алб. Trifon Lame Xhagjika; 1932, Пештан, Тепелена, Албанское королевство — 1963, Тирана, НРА) — албанский военный, журналист и поэт, диссидент-антикоммунист. Состоял в подпольной группе, участвовал в подготовке побега за границу и покушения на руководителей албанской компартии. Приговорён к смертной казни и расстрелян. После падения коммунистического режима признан участником сопротивления диктатуре. Известен также как поэт.

## Офицер и поэт
Родился в крестьянской семье из южного округа Тепелена. Имел братьев Юли и Ташо, сестёр Санту и Сотиру. Во время итало-греческой войны был сожжён дом его семьи в деревне Пештан. В 1941 семья переселилась в Тирану.
Школьное образование Трифон Джагика получил в Эльбасане. В 1950 году вступил в правящую компартию АПТ и прослушал курс журналистики в партийной школе. Затем окончил военное училище. С 1954 года служил в зенитной артиллерии. Имел офицерское звание капитана Албанской народной армии.
Трифон Джагика прослушал курсы журналистики, истории и философии. В 1960 году переведён в штат министерства обороны в качестве журналиста-пропагандиста. Редактировал армейскую газету Luftetari — Боец. Выступал в армейском культурном центре, перед членами творческих союзов. Увлекался литературой и поэзией, сам начал писать стихи. В 1959 году был издан стихотворный сборник Трифона Джагики Gjurmët — Следы. Он приобрёл известность как журналист и поэт.
Врач Юли Джагика, брат Трифона, получил медицинское образование в СССР. Трифон Джагика дважды обращался с просьбой о направлении на литературную учёбу в Советский Союз, но не получил разрешения.

## Диссидент и подпольщик
Капитан Джагика отличался патриотическими взглядами и свободолюбивым характером. Он отвергал правящий режим НРА как «однообразие, убивающее свободу». Такая позиция закономерно привела Трифона Джагику к прозападному антикоммунизму и диссидентству.
По журналистской работе Трифон Джагика был близко знаком с Фадилем Кокомани и Вангелем Лежо. Будучи антикоммунистом, Джагика не разделял «шестидесятнических» взглядов Кокомани и Лежо, их симпатий к хрущёвскому СССР. Но он был полностью солидарен с ним в отвержении режима Энвера Ходжи и политики АПТ.
В 1962 Фадиль Кокомани и Вангьель Лежо создали подпольную группу антиходжаистов. К ним присоединились Трифон Джагика, Роберт Вулкани, Франко Сара, Тома Рафаэли, Ставри Рафаэли. Джагика был единственным среди них убеждённым антикоммунистом, противником СССР и сторонником западной системы. Группа распространяла листовки антирежимного содержания — против первого секретаря ЦК АПТ Энвера Ходжи и премьер-министра НРА Мехмета Шеху, в поддержку позиции СССР в советско-албанском конфликте. В качестве агитационного материала использовались стихи Трифона Джагики, особенно стихотворение Atdheu është lakuriq — Родина обнажённая (другое название: Ndihmomëni të gesh — Помоги мне смеяться) — выраженный в форме иносказания призыв к борьбе за национальное достоинство, против попирающих его правителей.
Группа планировала также покушения на высших руководителей АПТ/НРА — Ходжу, Шеху, министра внутренних дел Кадри Хазбиу. Эти замыслы носили сугубо теоретический характер. Однако Трифон Джагика, как человек военный, воспринял их с полной серьёзностью: вёл наблюдение за предполагаемыми объектами, пытался добыть оружие для организации.
Несколько более реальным был замысел побега за границу. Кокомани и Лежо планировали бежать из Поградеца через Югославию в Советский Союз (в Москве жили жена и дочь Лежо). Прозападно и антисоветски настроенный Джагика намеревался бежать отдельно и в другом направлении — в Италию.
20 июля 1963 года Вангель Лежо, Тома Рафаэли и Франко Сара были арестованы в Поградеце. Три недели спустя на допросе в Сигурими Лежо назвал Джагику как члена подпольной группы. 23 августа 1963 года Сигурими арестовала Трифона Джагику.

## Следствие, суд, казнь
Следствие по делу Трифона Джагики вели капитан Сигурими Рустем Чипи и майор юстиции Сами Каплани. Главное обвинение касалось антигосударственной пропаганды в форме стихотворений. Такие произведения, как Kënga e verbër — Слепая песня и Ndihmomëni të gesh расценивались как «проникнутые декадентским духом тексты враждебного содержания, в мрачных красках изображающие жизнь в Народной Республике после разрыва с СССР и утверждающие, будто в стране нет демократии». Стихи Джагики трактовались как доказательства по второму обвинению — в «терроризме».
Авторство некоторых текстов Джагики ранее приписывал себе Лежо, против чего Джагика не возражал. Но на следствии Джагика принял всю ответственность на себя. Держался он с резкой враждебностью, открыто излагал свои антикоммунистические и антиходжаистские взгляды.
В ходе следствия выяснилось, что Кокомани и Лежо нередко использовали Джагику «втёмную», не посвящая в свои реальные планы. В частности, они не собирались ни брать его с собой в Югославию, ни помогать в побеге в Италию. При этом они дали на Джагику достаточно серьёзные показания. В то же время, информация об аналогичном поведении Джагики в источниках отсутствует.
Столь же твёрдо и непримиримо вёл себя Трифон Джагика на суде. «Дайте мне оружие, и я буду стрелять в вашу систему», — сказал он в последнем слове. Джагика и Тома Рафаэли характеризовались как особо опасные преступники — потому что оба являлись военнослужащими. Они двое были приговорены к смертной казни (Фадиль Кокомани, Вангель Лежо, Роберт Вулкани, Франко Сара, Ставри Рафаэли получили длительные сроки заключения; Кокомани и Лежо в 1979 казнены вместе с Джелалем Копренцкой).
Юли Джагика после оглашения приговора обратился к брату с ободряющими словами: «Держись, мы не боимся». Практически сразу был арестован и он.
Точная дата расстрела Трифона Джагики в декабре 1963 года неизвестна. Могила не обнаружена.

## Память
После падения коммунистического режима в Албании подпольная деятельность Трифона Джагики признана достойным сопротивлением тоталитарной диктатуре. Он характеризуется как герой и «поэт-мученик». Изучается его биография, издаются стихи. С подробными рассказами о Трифоне выступали сёстры Сотира и Санта.